# Vonga-galamb

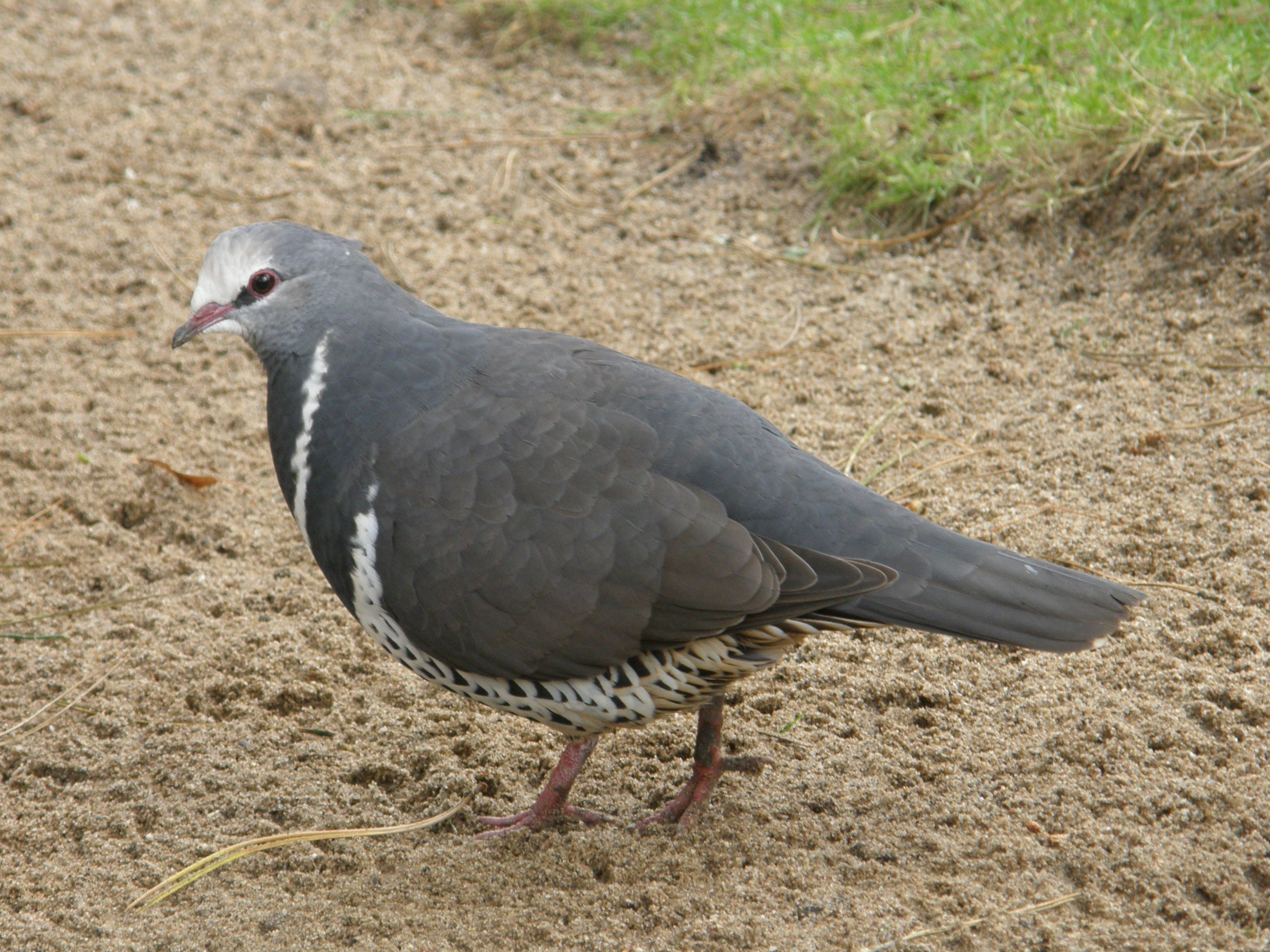

A Vonga-galamb (Leucosarcia melanoleuca) a madarak osztályának galambalakúak (Columbiformes) rendjébe és a galambfélék (Columbidae) családjába tartozó Leucosarcia nem egyetlen faja.

## Előfordulása
Ausztrália keleti részén honos. Esőerdők és lombhullató erdők talajlakó madara. 

## Megjelenése
Testhossza 37-40 centiméter. Zömök testéhez képes kis feje, rövid lekerekített szárnyai és rövid széles farka van.
|  |

## Életmódja
A aljnövényzet között magányosan, vagy párokban keresgéli gyümölcsökből, magvakból és bogyókból álló táplálékát. Felriasztása esetén inkább elszalad, mint elrepül. Nagyon rejtőzködő madár, gyakran hallható a hangja, de igen ritkán látható. A Wonga galamb hangja hangos, magas hangzású, hosszú időn át ismétlődő „coo” hang. 

## Szaporodása
Erdei fák ágvillájába készíti fészkét, melynek átmérője körülbelül 30 cm, körülbelül 3 és 20 méter közötti magasságba építi a föld felett. Van mikor elhagyott Bagolyfecske vagy Kontyos gyümölcsgalamb fészkeket foglalnak el. A Wonga galamb monogám.